# Vaux-en-Bugey
Pour les articles homonymes, voir Vaux.
Vaux-en-Bugey est une commune française située dans le département de l'Ain en région Auvergne-Rhône-Alpes. Vaux-en-Bugey fut le premier gisement de gaz naturel exploité en France et la première commune française administrée par un maire écologiste.

## Géographie

### Localisation
Vaux-en-Bugey est située dans la région naturelle du Bugey et appartenait au canton de Lagnieu jusqu'à 2015. Elle appartient maintenant au Canton d'Ambérieu-en-Bugey. Elle est située à 3 km de Lagnieu et de Saint-Denis-en-Bugey, 5 km d'Ambérieu-en-Bugey et de Leyment, 36 km de Bourg-en-Bresse et 51 km de Lyon.

### Communes limitrophes
| Ambutrix         | Ambutrix, Bettant              | Bettant          |
| Leyment, Lagnieu | Vaux-en-Bugey                  | Bettant, Torcieu |
| Lagnieu          | Lagnieu, Saint-Sorlin-en-Bugey | Souclin          |

### Géologie et relief

#### Géologie
Pendant l'ère Secondaire, la région était recouverte par la mer, où des sédiments s'accumulaient au fond, surtout pendant la période jurassique. Des couches épaisses de calcaire se formaient, principalement d'origine organique, composées de coquillages, de coraux, etc.
L'ère Tertiaire a été marquée par des mouvements sismiques violents qui ont entraîné l'élévation de chaînes de montagnes et de collines, incluant celles de Vaux-en-Bugey.
Au cours de l'ère Quaternaire, en raison du refroidissement climatique, des glaciers se sont formés à quatre reprises sur les montagnes des Alpes et du Jura.

« La route de Vaux à Bettant passe dans les terrains laissés par les glaciers de la première glaciation. Le sol des hauteurs de la Servette fait partie des vestiges de la seconde. La troisième a été la plus importante. Sur le site même de notre région, l'épaisseur des glaces était voisine de cent mètres. Lors de la quatrième glaciation, le glacier du Rhône s'est arrêté longtemps à Lagnieu où il a laissé des moraines formées en arc de cercle au nord de la localité »

La fusion des glaciers a joué un rôle essentiel dans la formation du relief actuel de la commune. Cependant, le paysage continue de se transformer en raison de l'érosion continue des montagnes et de l'accumulation de dépôts superficiels dans les plaines.
Au nord, le plateau de la Forêt et à l'ouest, la plaine de Juyère sont recouverts d'alluvions anciennes, qui sont très probablement d'origine glaciaire. Ces dépôts ont été transportés et déposés par les glaciers lors de leur retrait, contribuant ainsi à la configuration géologique de la région.
Depuis l'époque quaternaire, lorsque la vie consciente est apparue sur Terre, les pays de l'Ain dont Vaux-en-Bugey ont été largement recouverts à plusieurs reprises par la calotte glaciaire alpine. En conséquence, leur peuplement humain a été retardé par rapport à d'autres régions de France. Les conditions glacées et inhospitalières n'ont pas favorisé l'établissement de populations humaines primitives dotées d'une capacité cérébrale limitée.
C'est donc Homo sapiens qui a profité, il y a environ 25 000 ans, du répit laissé par les derniers glaciers et de la venue subséquente du gibier, pour s'installer dans les grottes de la région (grotte des Hotteaux à Rossillon, grotte Poudrier à Saint-Sorlin-en-Bugey).

#### Relief
La superficie de la commune est de 822 hectares et son altitude varie entre 252 mètres (Pré de l'Eau - Est D1075) et 681 mètres (Le Gier).
Le village est situé dans une longue vallée orientée Sud-Est/Nord-Ouest
A l'ouest, la commune est bordée par une plaine (alt. moyenne : 269 mètres) continuant vers Leyment.
Au nord-est, une chaîne de collines la sépare de Bettant et Torcieu (montagne de Colloverge). On y trouve le point culminant de la commune (Le Gier : 681 m)
Au sud-ouest, une autre colline la sépare de Lagnieu (montagne de la Bottière, bois des Sonnailles).

### Hydrographie

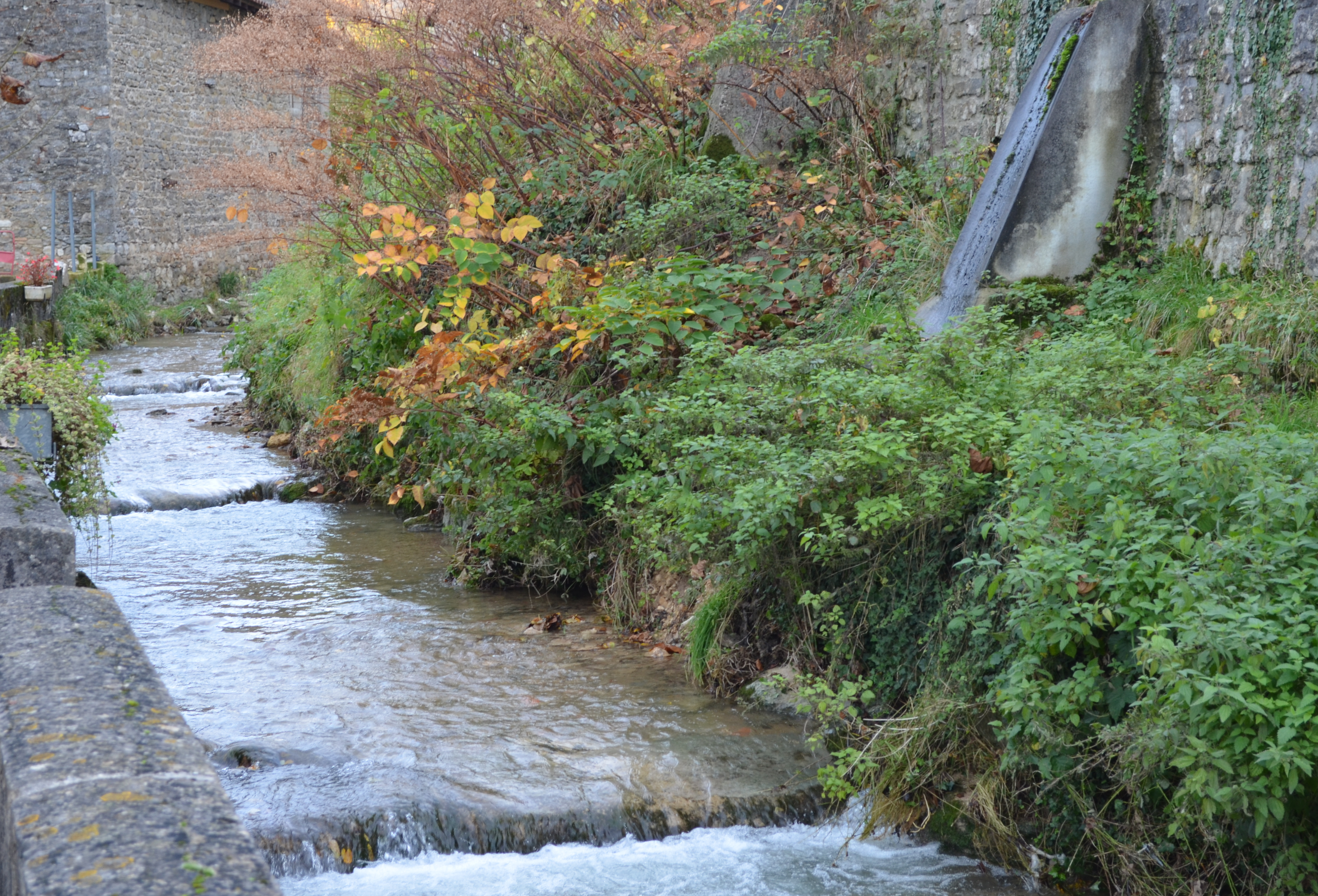
Le Buizin à Vaux-en-Bugey.

Le village, construit au débouché de la vallée de Vaux Févroux, le hameau de Vaux-en-Bugey, est traversé par deux ruisseaux, le Buizin, un ruisseau de 12 km non navigable qui prend sa source à Souclin puis qui se jette dans l'Albarine, et le Bettet, qui se jette dans le Buizin au niveau de ses quais, dans le village.

### Voies de communications et transports
Vaux a été desservi par la ligne d'Ambérieu à Montalieu-Vercieu et possédait sa propre gare, la gare de Vaux. Elle a beaucoup servi pour le transport de marchandises ; d'abord pour l'activité viticole puis relativement à l'activité de la verrerie de Saint-Gobain à Lagnieu. La gare existe toujours mais elle n'est plus active.

### Climat
Pour des articles plus généraux, voir Climat d'Auvergne-Rhône-Alpes et Climat de l'Ain.
En 2010, le climat de la commune est de type climat des marges montargnardes, selon une étude du CNRS s'appuyant sur une série de données couvrant la période 1971-2000. En 2020, Météo-France publie une typologie des climats de la France métropolitaine dans laquelle la commune est exposée à un climat de montagne ou de marges de montagne et est dans une zone de transition entre les régions climatiques « Bourgogne, vallée de la Saône » et « Jura ».
Pour la période 1971-2000, la température annuelle moyenne est de 11,2 °C, avec une amplitude thermique annuelle de 17,9 °C. Le cumul annuel moyen de précipitations est de 1 260 mm, avec 11,6 jours de précipitations en janvier et 7,6 jours en juillet. Pour la période 1991-2020, la température moyenne annuelle observée sur la station météorologique de Météo-France la plus proche, « Ambérieu », sur la commune de Château-Gaillard à 6 km à vol d'oiseau, est de 11,9 °C et le cumul annuel moyen de précipitations est de 1 117,5 mm,. Pour l'avenir, les paramètres climatiques de la commune estimés pour 2050 selon différents scénarios d'émission de gaz à effet de serre sont consultables sur un site dédié publié par Météo-France en novembre 2022.

## Urbanisme

### Typologie
Au 1er janvier 2024, Vaux-en-Bugey est catégorisée ceinture urbaine, selon la nouvelle grille communale de densité à 7 niveaux définie par l'Insee en 2022.
Elle est située hors unité urbaine. Par ailleurs la commune fait partie de l'aire d'attraction d'Ambérieu-en-Bugey, dont elle est une commune de la couronne,. Cette aire, qui regroupe 15 communes, est catégorisée dans les aires de moins de 50 000 habitants,.

### Occupation des sols
L'occupation des sols de la commune, telle qu'elle ressort de la base de données européenne d’occupation biophysique des sols Corine Land Cover (CLC), est marquée par l'importance des forêts et milieux semi-naturels (62,8 % en 2018), en diminution par rapport à 1990 (64,1 %). La répartition détaillée en 2018 est la suivante : 
forêts (62,8 %), zones agricoles hétérogènes (17,3 %), zones urbanisées (9,5 %), terres arables (8,4 %), zones industrielles ou commerciales et réseaux de communication (2,1 %).
L'évolution de l’occupation des sols de la commune et de ses infrastructures peut être observée sur les différentes représentations cartographiques du territoire : la carte de Cassini (XVIIIe siècle), la carte d'état-major (1820-1866) et les cartes ou photos aériennes de l'IGN pour la période actuelle (1950 à aujourd'hui).

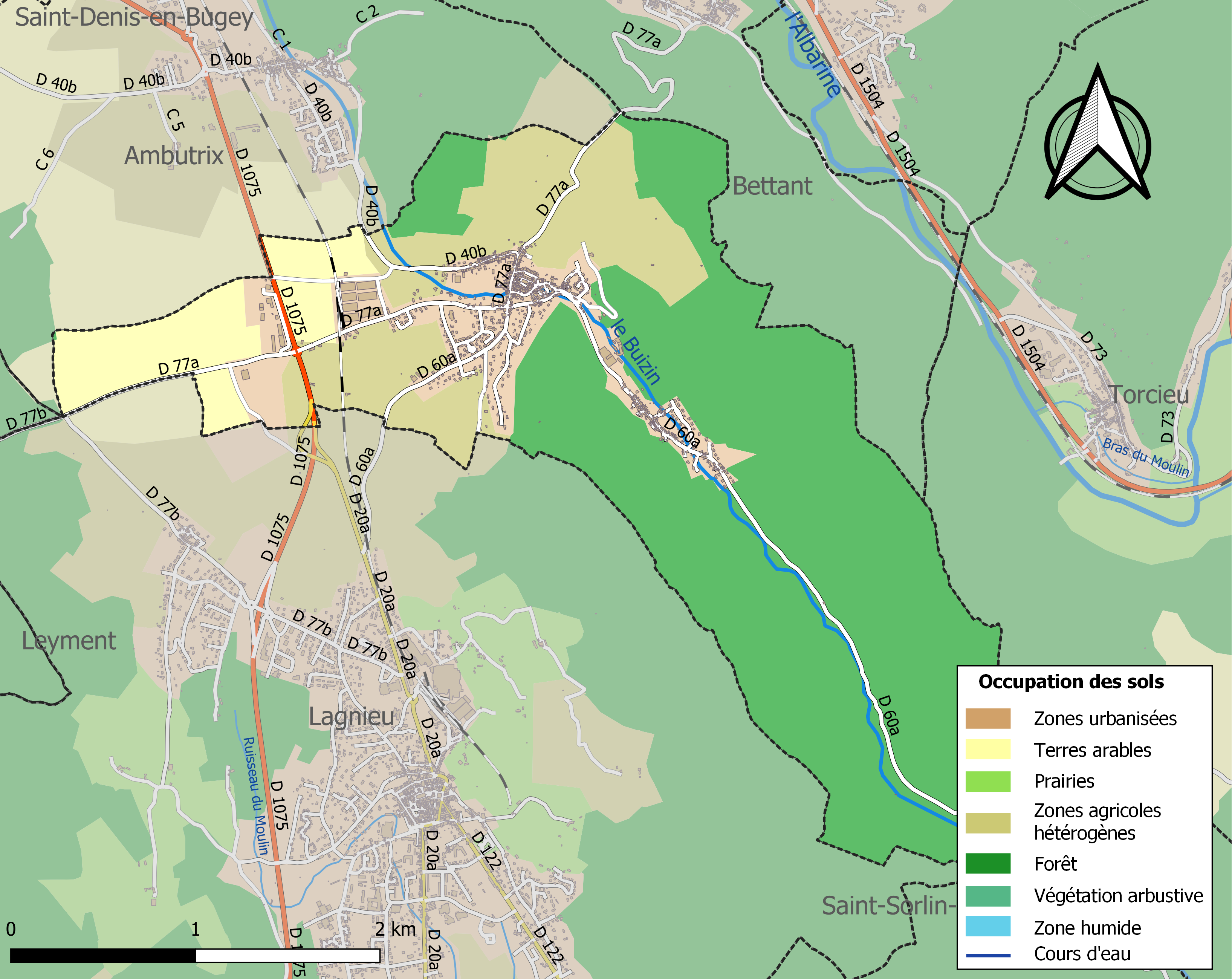
Carte des infrastructures et de l'occupation des sols de la commune en 2018 (CLC).

### Morphologie urbaine
Outre le bourg, la commune comprend le hameau de Vaux-Févroux, situé entre Vaux-en-Bugey et Torcieu et entre deux montagnes.

### Logement
En 2009, le nombre total de logements dans la commune était de 565, alors qu'il était de 460 en 1999.
Parmi ces logements, 84,4 % étaient des résidences principales, 5,7 % des résidences secondaires et 9,9 % des logements vacants. Ces logements étaient pour 91,8 % d'entre eux des maisons individuelles et pour 8 % des appartements.
La proportion des résidences principales, propriétés de leurs occupants était de 77,5 %, en légère hausse par rapport à 1999 (75,5 %). La part de logements HLM loués vides (logements sociaux) était en baisse : 5 % contre 5,9 % en 1999.

## Toponymie

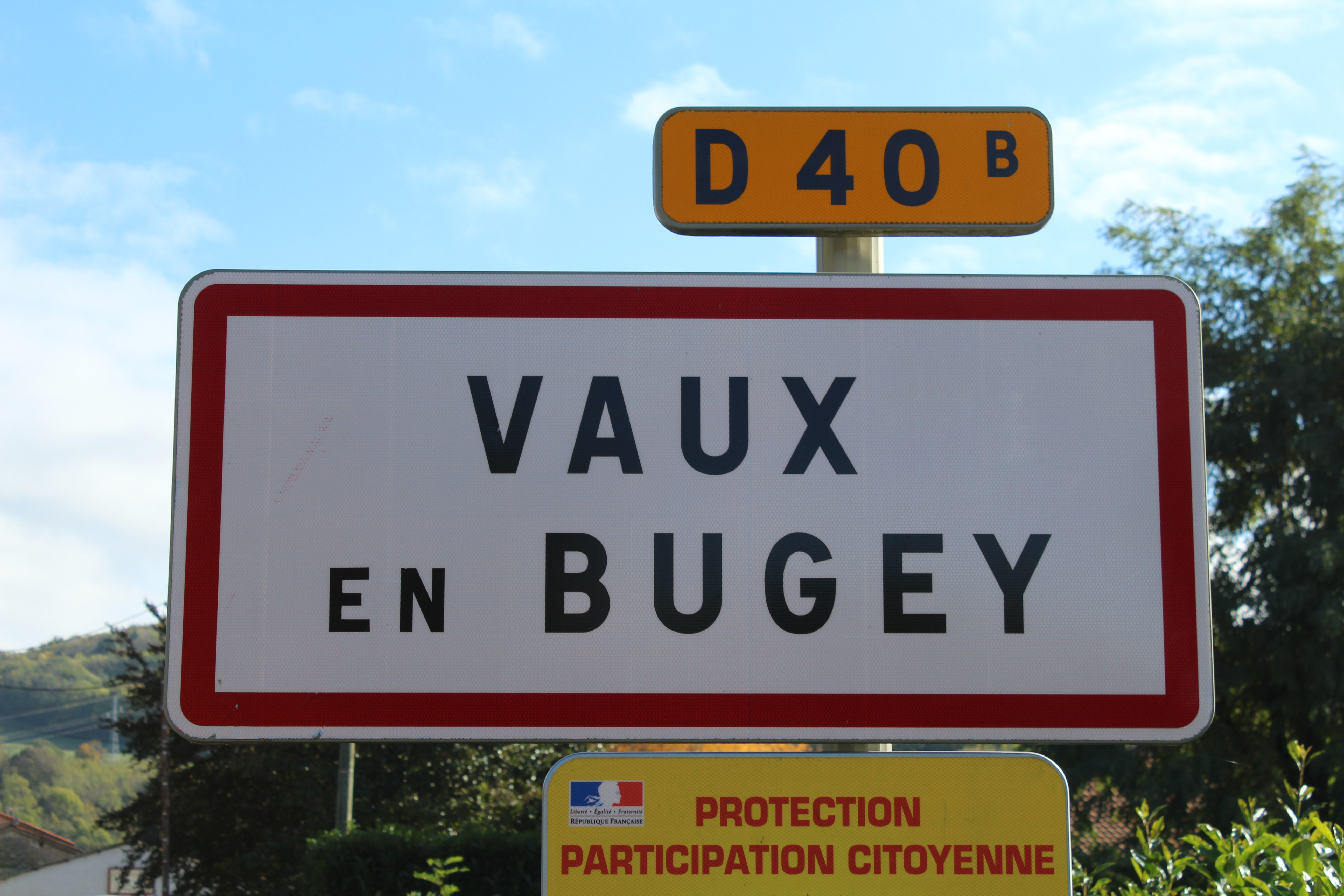
Panneau d'entrée.

Le nom de Vaux semble être un nom dérivé du latin vallis désignant une vallée, un creux ou un enfoncement. D'autres théories étymologiques font intervenir les mots latins vallus (pieu, échallas) ou vallum (palissade formé de pieux). Vaux-en-Bugey était connu sous les noms de Vallis au VIIIe siècle, Vals en 1049, De Vallibus en 1128, Valles en 1213, Vauz en 1225, Vaux en 1325. Le changement du nom officiel, pour des raisons postales et administrative, en « Vaux-en-Bugey » date de 1928 et officialise une appellation de pratique ancienne.
Le nom Bugey provient de l'adjectif latin Bellicensis formé sur Bellicium, ancien nom de la ville de Belley, et rappelle que Vaux-en-Bugey faisait partie du « Pagus Bellicencis », c'est-à-dire de l'évêché de Belley.
Pour ce qui est de son hameau, Vaux-Févroux, la tradition fait provenir le nom de « Févroux » du latin febris (fièvre), d'où le bas-latin febrosus, ayant donné le français fiévreux et le berrichon fiévroux, qui indiquerait un pays insalubre, mais peut également, entre autres suppositions, être une contraction de feverole, qui désigne un champ de fèves. En 1431, Vaux-Févroux est acté sous le nom de valle fevrosa.

## Histoire

### Antiquité
Vers le VIIe siècle avant notre ère, des peuples originaires de Méditerranée orientale arrivent dans la région. Ils ont laissé des noms de lieux (Balme), de cours d'eau (Albarine) ou de localités (Noiose, devenu Niost).

### Epoque gallo-romaine
Il a été trouvé dans les jardins du village quelques monnaies romaines de Claude II, Maximien et Maximin, ainsi que diverses sépultures et des vases funéraires datant du Ve siècle dans une carrière proche de la mairie.
En 1963, d'autres vestiges historiques ont été découverts : Lors de travaux de terrassement près d'un transformateur, un individu a été surpris de découvrir une tombe d'enfant et une tombe d'adulte. Les squelettes étaient protégés par des dalles qui entouraient les corps, ainsi qu'une dalle formant un plafond. Étant donné l'absence d'experts sur place, personne ne se hasarde à formuler une opinion claire sur ces sépultures. Cependant, la présence d'autres ossements découverts au fil des années lors de travaux suggère que nous pourrions être en présence des vestiges d'une nécropole très ancienne.

### Moyen Âge
Vaux-en-Bugey est un ancien village médiéval fortifié. À partir du Xe ou XIe siècle, la région de Vaux-en-Bugey fait partie de la sirerie de Coligny, puis de Coligny-le-Neuf. Elle passe vers 1220 à la famille de La Tour du Pin, à la suite du mariage de Béatrice de Coligny avec Albert III de la Tour.
En 1282, Humbert Ier de Viennois, fils des précédents et époux d'Anne d'Albon, la fille de Guigues VII du Viennois, devient dauphin à la mort de son beau-frère Jean Ier et intègre sa baronnie, dont fait partie Vaux, au Dauphiné. Les conflits delphino-savoyards font connaitre à la région un état de guerre quasi-continu de 1142 à 1355.
Le 30 mars 1349, par le traité de Romans, le Dauphiné intègre le royaume de France jusqu'en 1355, date d'un échange de territoire entre le royaume de France et le comté de Savoie, visant à mettre un peu d'ordre dans les enclaves des deux puissances. Le Rhône constitue désormais la frontière et Vaux-en-Bugey devient savoyard.

### Ancien Régime
Le 17 janvier 1601 est signé le traité de Lyon qui met fin à la guerre franco-savoyarde (1600-1601) entre Charles-Emmanuel Ier, duc de Savoie et le roi de France Henri IV. Aux termes de cet accord, la Bresse, le Bugey, le Valromey et le pays de Gex sont cédés à la couronne de France.
Le curé Grumet de Vaux-en-Bugey rapporte dans son registre paroissial, un évènement « miraculeux » survenu le 7 avril 1760 à Montferrand, hameau de Torcieu, : le fils de Joseph Rigolet et Simone Billon Bontems, mort-né est enterré près de la chapelle de Nièvre. Le soir de son enterrement Étienne Prévôt pense entendre une voix issue du sol. Le jour de Pâques (deux jours après), Benoît Duport entend également le même type de son. La population décide alors d'exhumer l'enfant. Le curé Grumet écrit :

« Plus de cent personnes virent qu’il ouvrit l’œil gauche, le tint ouvert près d’un quart d’heure et le referma. Il remua les doigts de la main droite. On vit encore couler abondamment des gouttes de sueur de son visage. »

### Époque contemporaine
À la suite d'un sondage destiné à chercher de la houille, entrepris sur la commune en 1904, il est découvert vers Vaux-Févroux un gisement de gaz naturel. Il faut plus de trois mois pour maîtriser l'éruption de ce gisement. Ce gisement est le premier à avoir été exploité en France. Le gaz naturel a été exploité pendant plusieurs dizaines d’années et a alimenté la ville d’Ambérieu et la verrerie Saint-Gobain de Lagnieu, spécialement construite en 1922, afin de profiter de ce gisement qu'on supposait prometteur.

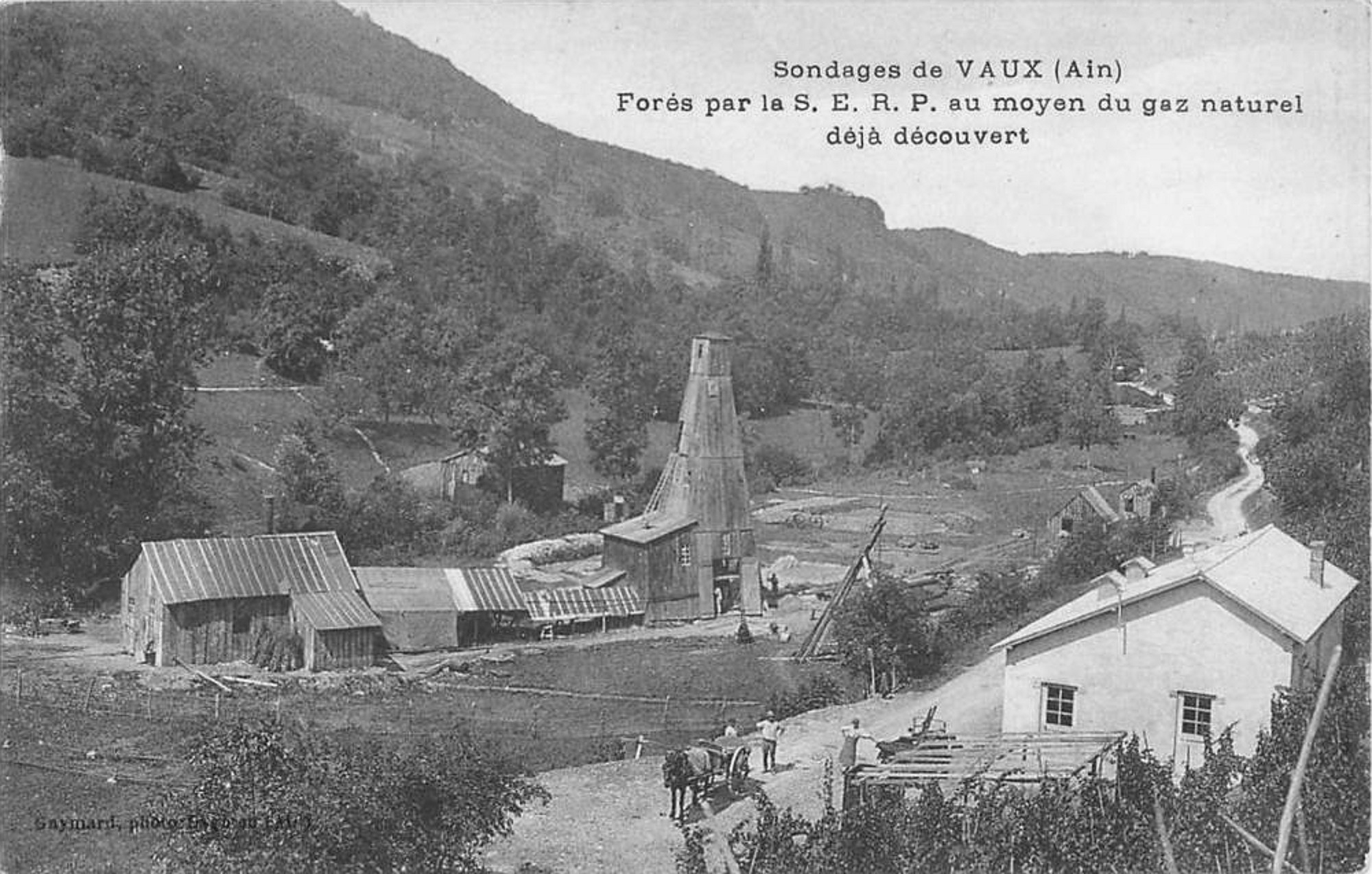
Un sondage dans la vallée.
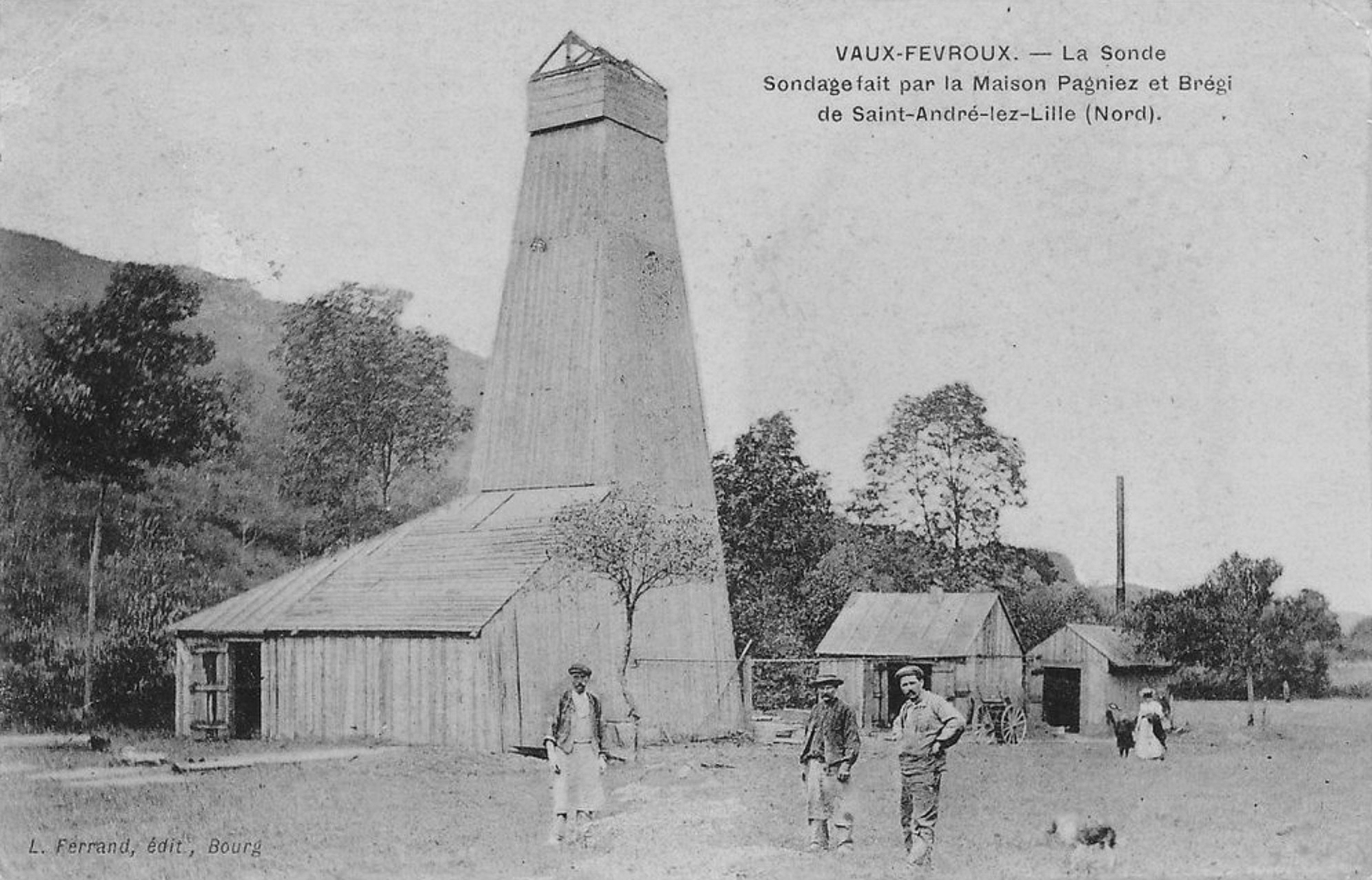
Le sondage de Vaux-Fevroux.

## Politique et administration

### Administration municipale
Le nombre d'habitants au dernier recensement était d'environ 1300 habitants, le nombre de membres du conseil municipal est de 15.

### Liste des maires

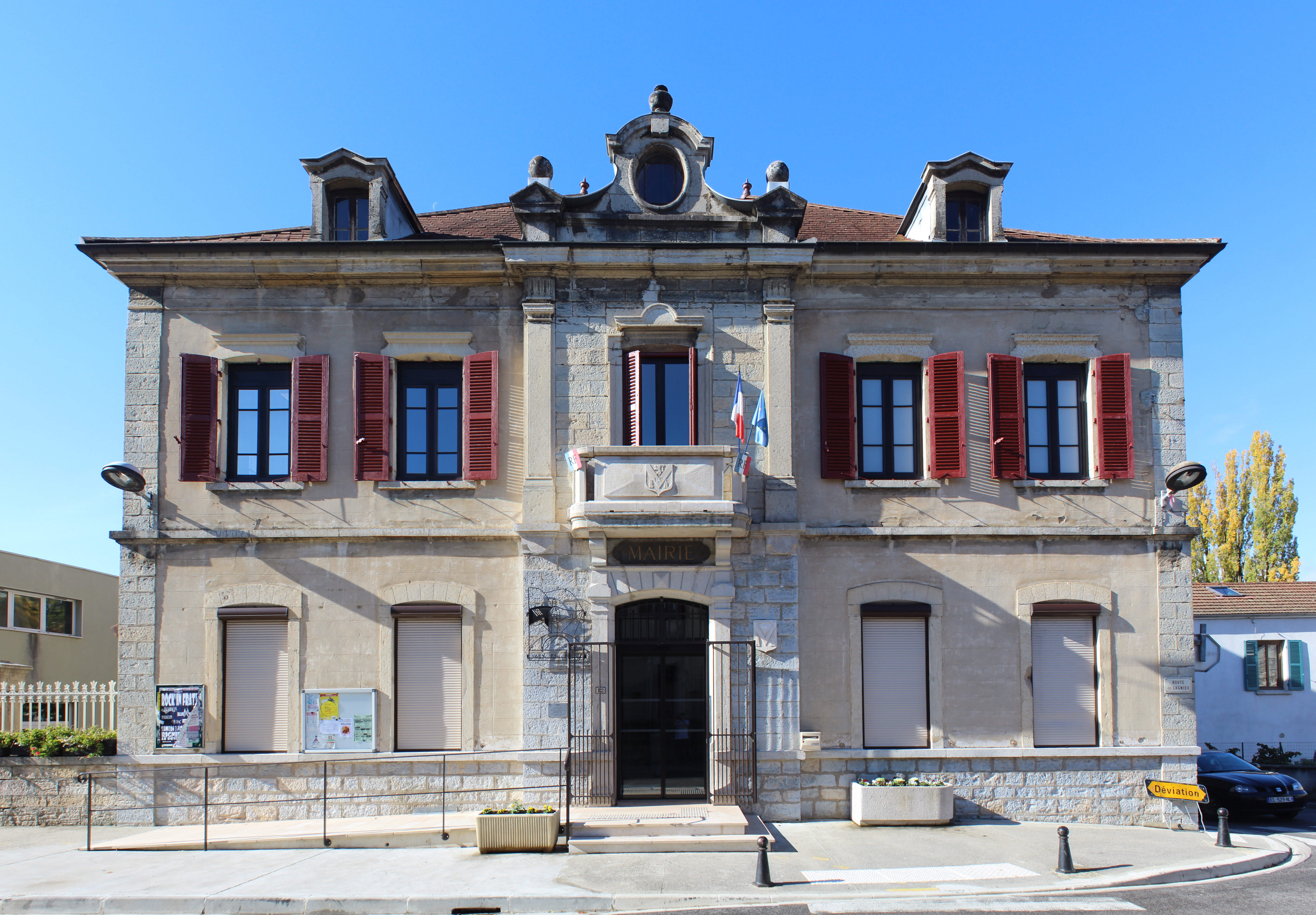
La mairie.

| Période                                  | Période                    | Identité                    | Étiquette | Qualité                                        |
| ---------------------------------------- | -------------------------- | --------------------------- | --------- | ---------------------------------------------- |
| Les données manquantes sont à compléter. |                            |                             |           |                                                |
| 1983                                     | 2001                       | Éric Gilbert                | Les Verts | Instituteur Premier maire écologiste de France |
| 2001                                     | 2014                       | Hubert Chanet               |           |                                                |
| 2014                                     | En cours (au 31 mars 2014) | Françoise Rabilloud-Veysset |           |                                                |

### Instances judiciaires et administratives
Vaux-en-Bugey relève du conseil de prud'hommes de Belley, de la Cour administrative d'appel de Lyon, de la Cour d'appel de Lyon, de la Cour d'assises de l'Ain, du tribunal administratif de Lyon, du tribunal d'instance de Belley, du tribunal de commerce de Bourg-en-Bresse, du tribunal de grande instance de Bourg-en-Bresse et du tribunal pour enfants de Bourg-en-Bresse.

### Finances de la commune
En 2014, le budget de la commune s'élève à 705 000 euros pour un taux d'endettement à 7,7 %.

### Jumelages

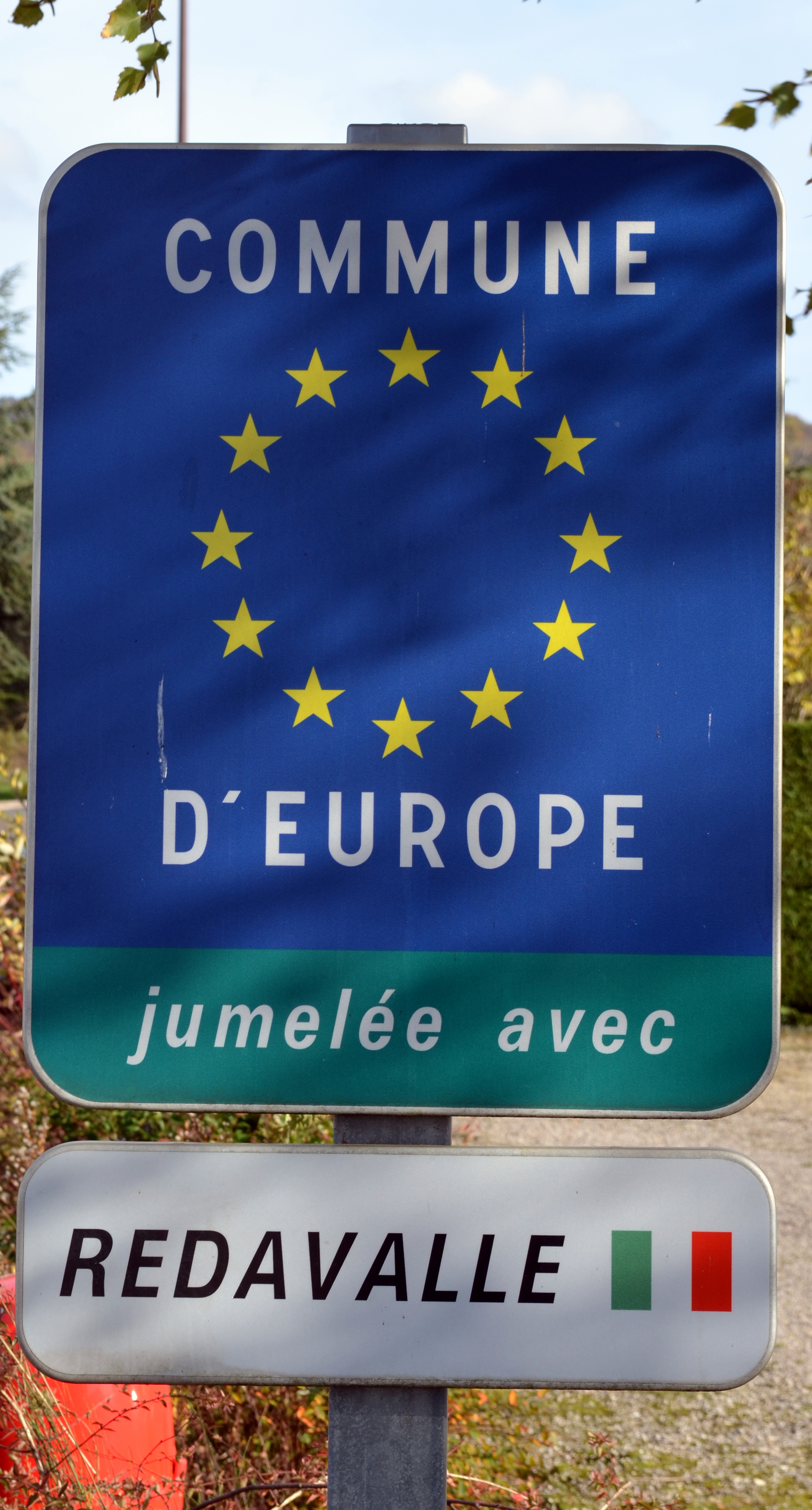
Panneau du jumelage.

La commune est jumelée avec  Redavalle (Italie) depuis 1994. A Vaux-en-Bugey, l'idée d'un jumelage était déjà émise en 1989 par le Conseil Municipal. Après une consultation des habitants, l'Italie fut choisie pour chercher une commune jumelle. En 1993, Redavalle répond favorablement à la demande de jumelage et en 1994, une charte officielle est signée.
L'association Amibop (Amitiés Bugey Oltrepò-Pavese) gère ce jumelage. Tous les 2 ans, l'association organise la Foire de la Saint-Vincent, réunissant des producteurs et viticulteurs italiens. Elle propose aussi un court séjour destiné à faire découvrir une région d'Italie, une soirée italienne, des conférences culturelles, une découverte du cinéma italien au cinéma d'Ambérieu-en-Bugey et un cours d'Italien pour adultes.
À la suite de l'épidémie de COVID-19 en Europe, la foire de la Saint-Vincent a été annulée entre 2020 et 2021, mais a repris son cours dès janvier 2022.

## Population et société

### Démographie

#### Évolution démographique
Les habitants sont appelés les Vauxois et Vauxoises.
L'évolution du nombre d'habitants est connue à travers les recensements de la population effectués dans la commune depuis 1793. Pour les communes de moins de 10 000 habitants, une enquête de recensement portant sur toute la population est réalisée tous les cinq ans, les populations de référence des années intermédiaires étant quant à elles estimées par interpolation ou extrapolation. Pour la commune, le premier recensement exhaustif entrant dans le cadre du nouveau dispositif a été réalisé en 2008.
En 2022, la commune comptait 1 218 habitants, en évolution de −0,81 % par rapport à 2016 (Ain : +5,15 %, France hors Mayotte : +2,11 %).
| 1793 | 1800  | 1806  | 1821  | 1831  | 1836  | 1841 | 1846 | 1851 |
| ---- | ----- | ----- | ----- | ----- | ----- | ---- | ---- | ---- |
| 888  | 1 054 | 1 048 | 1 090 | 1 057 | 1 007 | 992  | 990  | 976  |

| 1856 | 1861 | 1866 | 1872 | 1876 | 1881 | 1886 | 1891 | 1896 |
| ---- | ---- | ---- | ---- | ---- | ---- | ---- | ---- | ---- |
| 908  | 743  | 950  | 850  | 823  | 844  | 857  | 848  | 847  |

| 1901 | 1906 | 1911 | 1921 | 1926 | 1931 | 1936 | 1946 | 1954 |
| ---- | ---- | ---- | ---- | ---- | ---- | ---- | ---- | ---- |
| 816  | 770  | 704  | 627  | 669  | 702  | 658  | 620  | 652  |

| 1962 | 1968 | 1975 | 1982 | 1990 | 1999  | 2006  | 2008  | 2013  |
| ---- | ---- | ---- | ---- | ---- | ----- | ----- | ----- | ----- |
| 687  | 738  | 762  | 798  | 881  | 1 003 | 1 090 | 1 115 | 1 215 |

| 2018  | 2022  | - | - | - | - | - | - | - |
| ----- | ----- | - | - | - | - | - | - | - |
| 1 221 | 1 218 | - | - | - | - | - | - | - |

#### Pyramide des âges
En 2021, le taux de personnes d'un âge inférieur à 30 ans s'élève à 32,7 %, soit en dessous de la moyenne départementale (35,3 %). À l'inverse, le taux de personnes d'âge supérieur à 60 ans est de 25,1 % la même année, alors qu'il est de 24,3 % au niveau départemental.
En 2021, la commune comptait 630 hommes pour 604 femmes, soit un taux de 51,05 % d'hommes, légèrement supérieur au taux départemental (49,35 %).
Les pyramides des âges de la commune et du département s'établissent comme suit :
| Hommes | Classe d’âge | Femmes |
| ------ | ------------ | ------ |
| 0,5    | 90 ou +      | 1,6    |
| 8,1    | 75-89 ans    | 9,2    |
| 15,0   | 60-74 ans    | 16,0   |
| 22,3   | 45-59 ans    | 21,9   |
| 19,8   | 30-44 ans    | 20,6   |
| 13,0   | 15-29 ans    | 13,9   |
| 21,3   | 0-14 ans     | 16,9   |

| Hommes | Classe d’âge | Femmes |
| ------ | ------------ | ------ |
| 0,6    | 90 ou +      | 1,6    |
| 6,3    | 75-89 ans    | 8,1    |
| 15,5   | 60-74 ans    | 16,2   |
| 21     | 45-59 ans    | 20,4   |
| 19,8   | 30-44 ans    | 19,8   |
| 16,4   | 15-29 ans    | 15     |
| 20,4   | 0-14 ans     | 18,9   |

### Enseignement
Vaux-en-Bugey est située dans l'académie de Lyon.
Elle administre une école maternelle et une école élémentaire regroupant 138 élèves en 2014-2015.

### Manifestations culturelles et festivités
La commune organise de nombreux évènements :
Chaque année, Vaux-en-Bugey accueille des forains sur la place des Terreaux, au centre du village, pour une vogue et des conscrits volontaires sont chargés de tenir une buvette. Un bal y est organisé.
En décembre, le marché de Noël de Vaux-en-Bugey s'installe dans le village. De nombreux exposants s'y présentent chaque année.
Dès l'arrivée de l'été (aux alentours de juillet), la place Corchebois accueille la fête de l'été, organisant un apéritif, des animations et un bal.
Egalement, comme dit plus haut, tous les 2 ans, l'association Amibop organise la Foire de la Saint-Vincent, réunissant des producteurs et viticulteurs Italiens dans le cadre du jumelage Vaux-en-Bugey/Redavalle. L'association organise également des conférences culturelles et des repas à thème italien.
Le 14 juillet, une journée de fête est organisée dans le village, mêlant apéritifs, cérémonies, bal animé et se clôturant par un feu d'artifice tiré depuis la Chapelle Notre-Dame-de-Nièvre.
Début septembre, l'anniversaire de l'alambic (Musée de la vigne et du vin de Vaux-en-Bugey) est fêté, offrant une ambiance champêtre et musicale, et vendant des diots à emporter.
Début septembre également, les Vauxois possédant des plants de vignes participent à la fête des vendanges.
La commune organise occasionnellement des loteries et des ventes de repas (paëllas ou diots généralement).

### Santé
Vaux-en-Bugey compte deux professionnels de santé, un médecin et un naturopathe. Le village ne compte aucun hôpital, le plus proche étant à Ambérieu-en-Bugey.

### Sports
Le bowling « BCube » accueille le club BBB (Bowling Ball Bugey) dont sont issus les champions de France Laurent Cinquin et Yves Petit-Laurent.
Vaux-en-Bugey compte aussi un stade de football et un terrain de basket-ball.

### Cultes

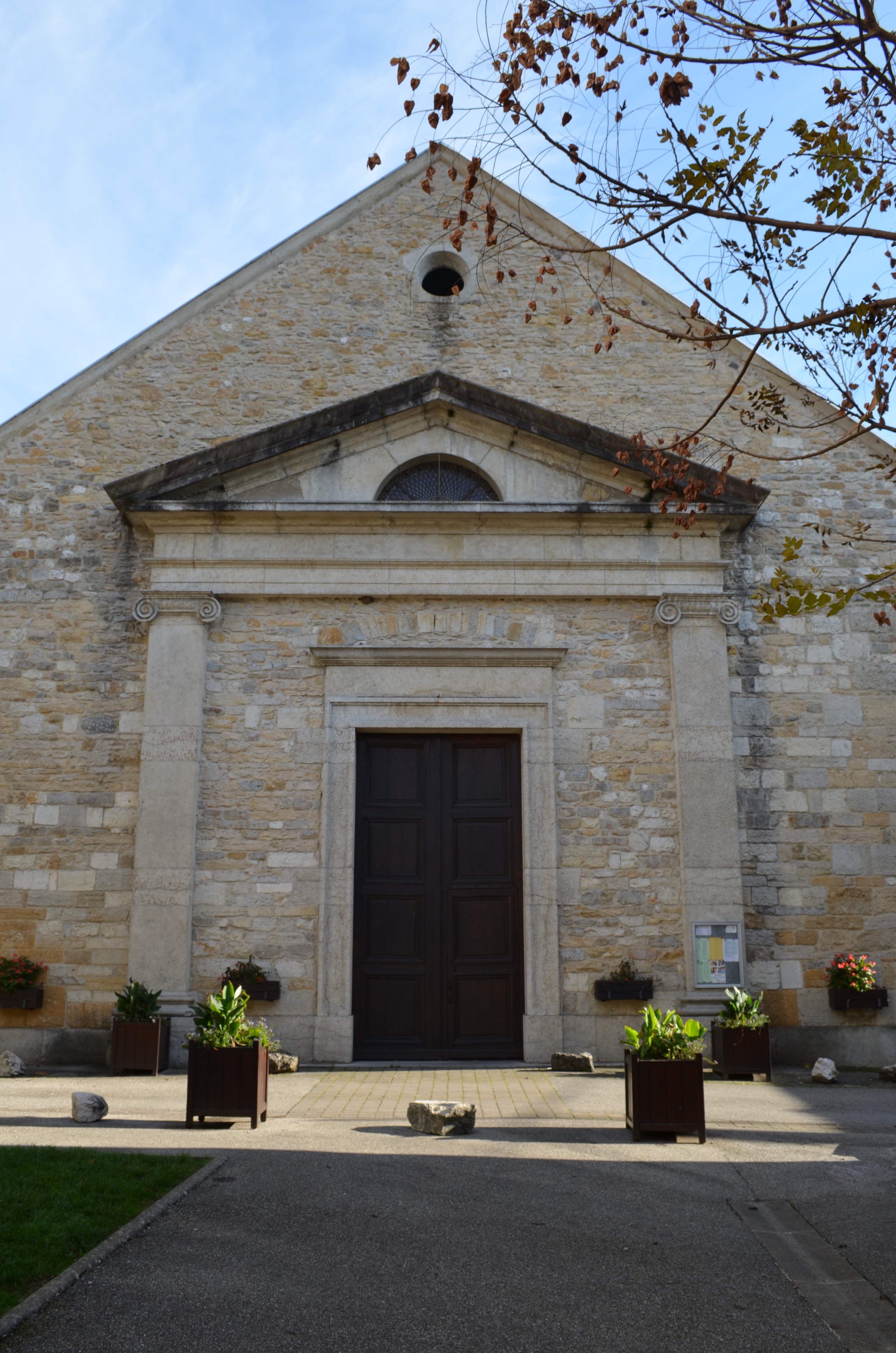
L'église Saint-Martin de Vaux-en-Bugey.

#### Culte catholique
Au sein de l'archidiaconé « Saint-Jean-Marie Vianney (Dombes, Plaine de l’Ain, Côtière, Val de Saône) » du diocèse de Belley-Ars dans l'archidiocèse de Lyon, le territoire de la commune dépend de la paroisse de Lagnieu. Le culte catholique n'est plus célébré dans l'église de la commune mais dans les communes voisines.

## Économie

### Revenus de la population et fiscalité
En 2011, le revenu fiscal médian par ménage était de 32 703 €, ce qui plaçait Vaux-en-Bugey au 11 209e rang parmi les 31 886 communes de plus de 49 ménages en métropole.
En 2009, 35,8 % des foyers fiscaux n'étaient pas imposables.

### Emploi
En 2009, la population âgée de 15 à 64 ans s'élevait à 734 personnes, parmi lesquelles on comptait 78,7 % d'actifs dont 73,5 % ayant un emploi et 5,2 % de chômeurs.
On comptait 252 emplois dans la zone d'emploi, contre 236 en 1999. Le nombre d'actifs ayant un emploi résidant dans la zone d'emploi étant de 541, l'indicateur de concentration d'emploi est de 46,6 %, ce qui signifie que la zone d'emploi offre moins d'un emploi pour deux habitants actifs.

### Entreprises et commerces
Au 31 décembre 2010, Vaux-en-Bugey comptait 70 établissements : 6 dans l’agriculture-sylviculture-pêche, 7 dans l'industrie, 14 dans la construction, 38 dans le commerce-transports-services divers et 5 étaient relatifs au secteur administratif.
En 2011, 10 entreprises ont été créées à Vaux-en-Bugey, dont 8 par des autoentrepreneurs.
Le village se trouve dans les zones de fabrication du comté, un fromage de lait cru de vache à pâte pressée cuite, et de la roussette du Bugey, un vin blanc d'appellation d'origine contrôlée produit dans le Bugey à partir du cépage altesse. Le village de Vaux-en-Bugey possède une longue tradition viticole.

## Culture et patrimoine

### Lieux et monuments

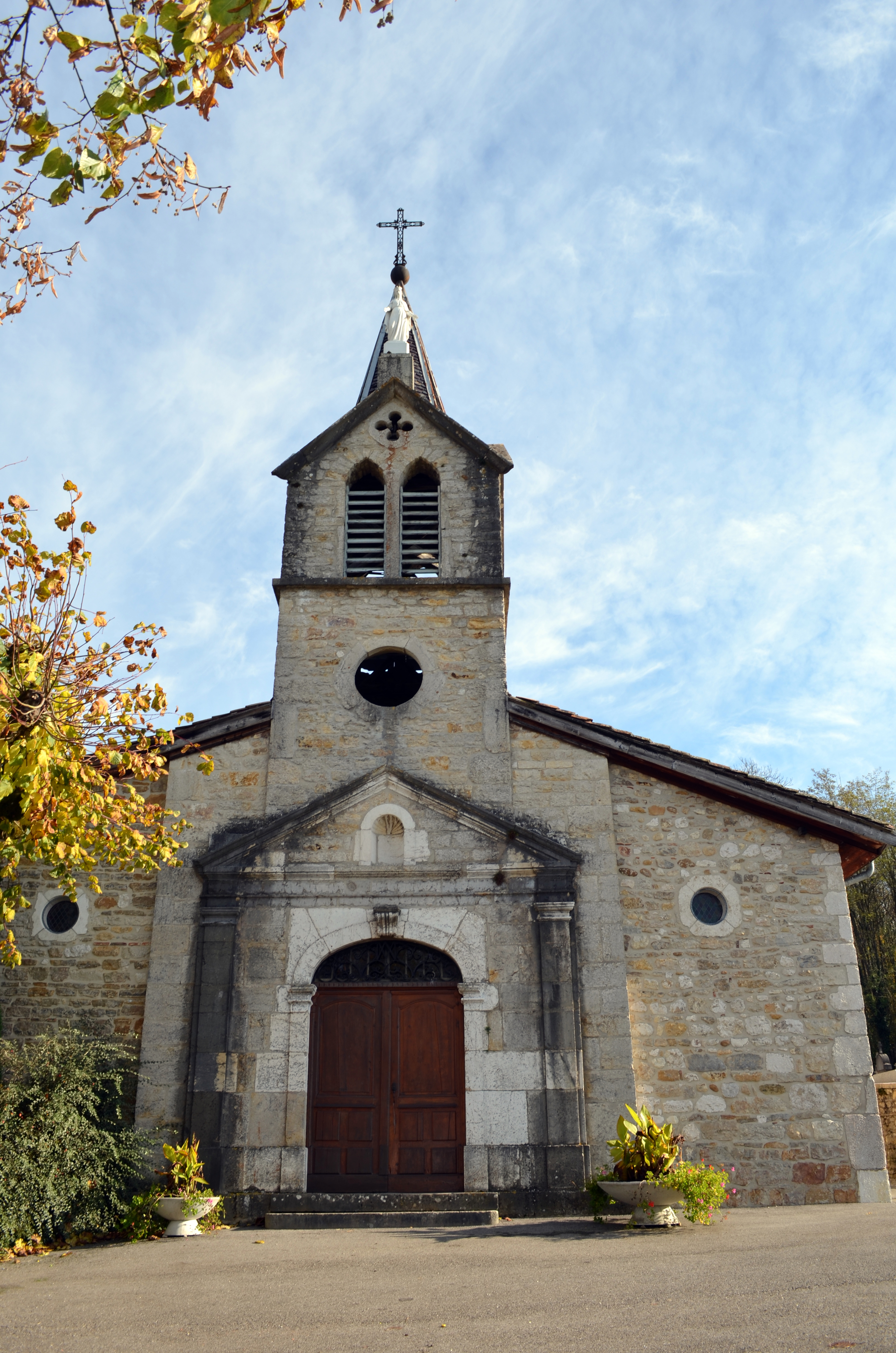
La chapelle de Nièvre.

La commune ne compte ni monument, ni objet répertorié à l'inventaire des monuments historiques, et aucun lieu, monument ou objet répertorié à l'inventaire général du patrimoine culturel,.
Cependant, du vieux village fortifié autour de l'église Saint-Martin, il subsiste des morceaux de remparts, deux portes et une tour de guet sur les quais du Buizin. Autour des cimetières se trouve la chapelle de Nièvre du XIe siècle et son oratoire. Se trouve également à cet endroit le monument aux morts restauré en 2014. Citons également le Musée de la vigne (un musée de la vigne et du vin) situé dans le local de l'alambic, le long des quais du Buizin et le château de Verneaux ainsi que son pigeonnier.
Autrefois il existait également une chapelle dans l'usine de soierie Escoffier (auparavant un internat) construite à la place d'un oratoire en 1901, mais, abandonnée depuis sa désaffectation et sa désacralisation en 1933, elle fut détruite en 2020.
Au hameau de Vaux-Févroux se trouvent des grangeons, maisons typiques de la région.
Outre le parc René Panis, ouvert qu'aux évènements culturels et artistiques qui y sont organisés, Vaux-en-Bugey compte un parc, situé rue de la Gare, contre la salle des fêtes. Il s'y trouve des jeux pour enfants, un terrain de basket-ball, un stade de football et un pressoir.

### Patrimoine naturel
La partie du Buizin sous Vaux-Févroux est classé en zone naturelle d'intérêt écologique, faunistique et floristique de type I. Cette partie du ruisseau abrite l’écrevisse à pattes blanches, un excellent indicateur de la qualité de l'eau.
Les « cuves du Buizin » sont une série de marmites plus ou moins profondes situées sous un enchaînement de cascades menant à un cirque dans lequel se trouve une grande cascade. Formant une curiosité naturelle, elle est visitée par les touristes et les adeptes de canyoning.En février 2012, des pratiquants d’escalade glaciaire ont pu pratiquer leur activité sur les cascades gelées du Buizin.

### Patrimoine artisanal

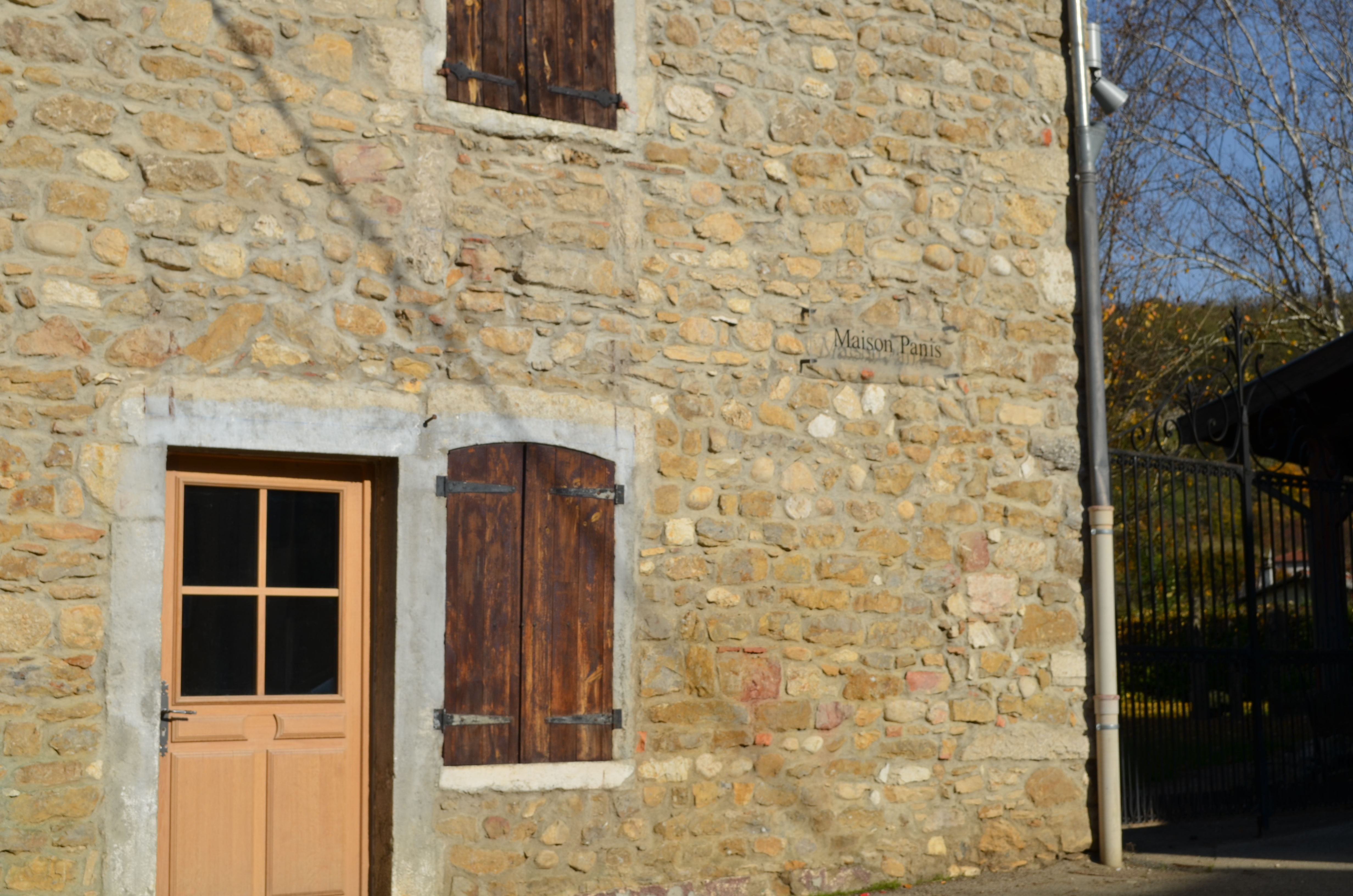
L'espace culturel René-Panis.

Les vignes de Vaux-en-Bugey sont un témoignage du passé du village, ayant une forte production viticole et vinicole depuis plusieurs siècles. Les habitants peuvent s'y balader car elles offrent une vue panoramique sur le village, le plateau de Nièvre et sa chapelle et la plaine de l'Ain. Sur les quais du Buizin se trouve un vestige de cette production : L'alambic du village, situé à l'intérieur du Musée de la Vigne et du Vin de Vaux-en-Bugey.
De nombreux pressoirs sont disséminés un peu partout dans la commune, le plus souvent dans le jardin même de certains foyers, comme c'est le cas dans beaucoup de villes et villages de la région, le Bugey étant un territoire spécialement viticole. Ils témoignent de l'histoire rythmée par la production viticole et vinicole du village.

### Patrimoine culinaire
Le village en lui-même ne compte pas forcément de spécialités culinaires, bien qu'un fromage, le ramequin, originaire du village voisin de Saint-Rambert-en-Bugey, a une influence très locale.

### Équipements culturels
L'espace culturel René-Panis organise des événements culturels et artistiques, à la suite des dernières volontés du sculpteur René Panis,. L'association culturelle « la Maison Panis » est installée depuis sa disparition dans sa maison, léguée avec une partie de son parc à la commune de Vaux-en-Bugey
La chorale Ainsol’hit, créée en 1994, est basée à Vaux-en-Bugey.

### Personnalités liées à la commune
- Antonin Duraffour (1879-1956), linguiste, dialectologue, phonéticien, philologue et éditeur scientifique. Il a passé son enfance à Vaux-en-Bugey où son père dirigeait l'école communale et dont il a particulièrement étudié le patois. Il est enterré dans le village[58].
- Denis Defforey (1925-2006), cofondateur, actionnaire et un des dirigeants du célèbre groupe de distribution français Carrefour, est inhumé dans le village.

### Héraldique
| Blason de Vaux-en-Bugey | Blason  | De gueules au chevron renversé d'or chargé en pointe d'une grappe de raisin feuillée partie de gueules et d'argent, accompagné en chef d'un lion d'hermine et en pointe à dextre d'une tour et à senestre d'une chapelle, le tout aussi d'argent, maçonné de sable, ajouré et ouvert du champ. |
| Blason de Vaux-en-Bugey | Détails | Le blason peut faire référence, de par sa grappe de raisin, à la très ancienne culture du vin vauxoise. La tour peut représenter la Tour médiévale de Vaux-en-Bugey située sur les quais du Buizin, et la chapelle représente certainement la chapelle Notre-Dame-de-Nièvre.                   |